# Emilie van Waveren-Resink

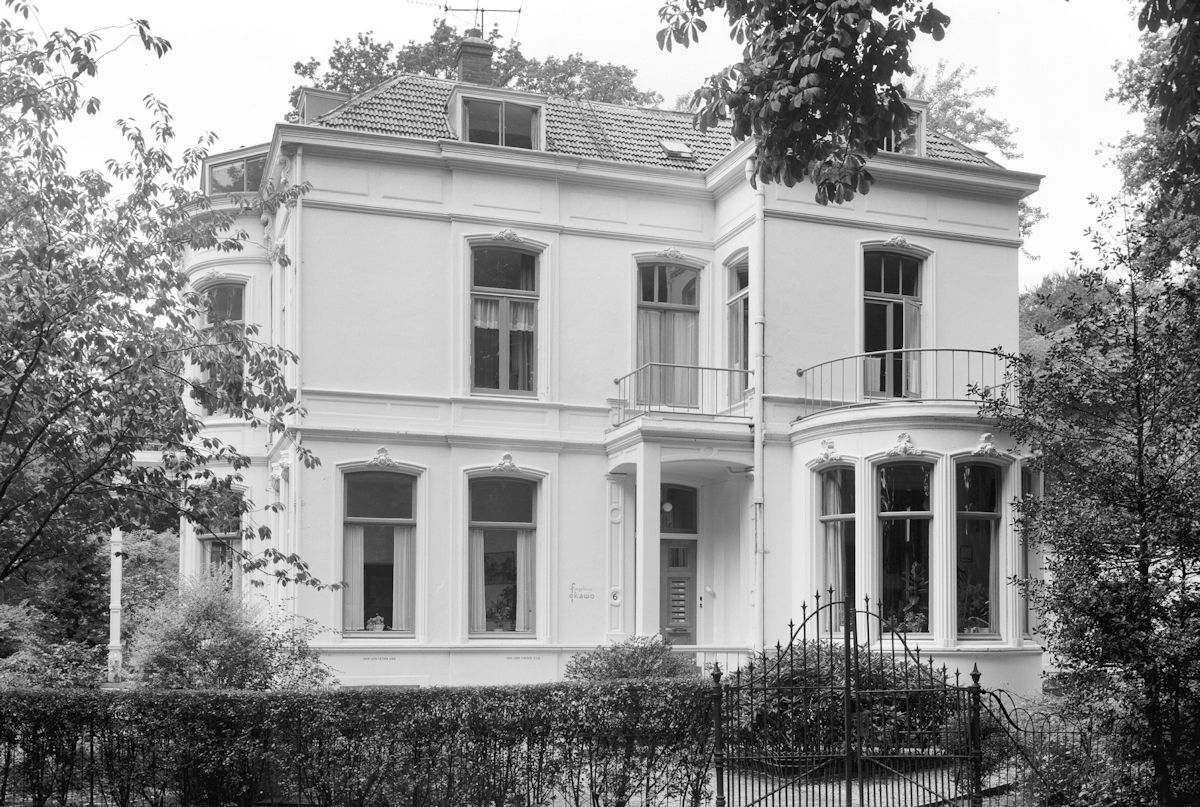
Kenaupark 6 in Haarlem (1964), met het opschrift flatgebouw ekawo op de muur naast de portiek.

Emilie Johanna van Waveren-Resink (Yogyakarta, 19 juli 1877 – Haarlem, 28 oktober 1946) was een Nederlands textielkunstenaar en pionier in het moderne huishouden.

## Leven en werk
Emilie van Waveren-Resink werd geboren in Nederlands-Indië als dochter van marineofficier Albertus Resink (1841-1906) en Johanna Christina de Klerk (1847-1911). Ze behaalde in Nederland de MO-akte Engels. Vanaf 1896 studeerde ze aan de Haarlemse School voor Kunstnijverheid, waar les kreeg van onder anderen Chris Lebeau. Ze trouwde in 1903 met huisarts Abraham Gerard Wilhelm van Waveren (1874-1939). Het paar vestigde zich in een door haarzelf ontworpen woning aan de Schotersingel in Haarlem. Uit dit huwelijk werd onder anderen de internist en mycoloog Emile Kits van Waveren (1906-1995) geboren. 
Van Waveren-Resink ontwierp decoratieve, abstracte patronen voor borduren in kruissteek, die werden verkocht in de winkel van Margaretha Verwey. Ze was lid van de Nederlandsche Vereeniging voor Ambachts- en Nijverheidskunst (V.A.N.K.) en de Nederlandsche Vrouwenclub en bestuurslid van de Noord-Hollandsche vereeniging tot bevordering van volkskunst. 
Van Waveren-Resink nam deel aan nijverheidstentoonstellingen in onder meer Haarlem (1904) en Deventer (1906). In 1910 won ze een zilveren medaille op de Wereldtentoonstelling in Brussel,  waaraan ook onder anderen Verwey, Bertha Bake, Riek Palache en Frances van den Oudendijk Pieterse deelnamen. Een jaar later nam ze deel aan door de V.A.N.K. georganiseerde tentoonstelling in het Stedelijk Museum Amsterdam. Het Algemeen Handelsblad schreef over haar bijdrage: "Mevr. E.J. van Waveren-Resink doet verbazend consciëntieus gemaakt kruissteekwerk zien. Enkele stukken zijn 'om in een lijstje te zetten', 't geen de inzendster dan ook werkelijk doet."

## Huishouden
Van Waveren-Resink was een voorvechtster van het moderne huishouden. Ze publiceerde en hield lezingen over de taak van de huisvrouw en een efficiënte inrichting van het huishouden. Ze was bestuurslid van de Haarlemse afdeling van de Nederlandse Vereniging van Huisvrouwen en in 1927 oprichter en bestuurslid van het Instituut voor Huishoudtechnisch Advies (IVHA). Het instituut zette zich in voor keuring van huishoudelijke producten en voorlichting aan huisvrouwen. In 1927 nam ze deel aan het Vierde Internationale Congres voor Huishoudonderwijs in Rome. Haar contacten met huishoudpioniers in het buitenland leidden tot de uitgave van twee door haar bewerkte adviesboeken: De denkende huisvrouw, Nieuwe inzichten (1928), dat als lesboek op huishoudscholen werd gebruikt, en Orde en methode in de gezinshuishouding (1932). Na conflicten over de koers van de IVHA stapte ze op en werd ze oprichter en de eerste presidente van de Nederlandsche Vrouwenbond voor Huishoudingsorganisatie (1932), die als doel had "het streven naar het zoo doelmatig mogelijk (efficient) voeren van het huishoudelijk bedrijf in alle klassen onzer samenleving."
Voor Vrouwen Door Vrouwen
Geïnspireerd door het Britse 'Women's Pioneer Housing' zette Van Waveren-Resink zich in voor het creëren van betaalbare woningen voor alleenstaande vrouwen. Ze richtte eind 1937 de Flatstichting Voor Vrouwen Door Vrouwen op. Het jaar erop werd, met financiële steun van Ada Hondius-Crone, door de stichting de villa Kenaupark 6 in Haarlem aangekocht. Samen met architect Gerrit Rietveld en  binnenhuisarchitecte Truus Schröder-Schräder zorgde Van Waveren-Resink voor de indeling van de appartementen in het pand, waarbij een efficiënte inrichting een van de uitgangspunten was. De gemeente Haarlem had bezwaar tegen eenkamerwoningen, Rietveld kwam met de oplossing door een vast bed in het gangetje te plaatsen, waardoor die ruimte als slaapkamer telde. Met behulp van een schuifwand kon het bed desgewenst bij de kamerruimte worden getrokken. Elk appartement kreeg onder meer een eigen kitchenette, toilet en zitbad. Naast de entree van elke eenheid werd een voordeurinstallatie gemaakt, een vakkenkast die ervoor zorgde dat ook als de bewoonsters niet thuis waren post en boodschappen konden worden afgeleverd, de elektriciteits- en gasmeters konden worden afgelezen en de afvalemmer door de conciërge kon worden geleegd. Voor de vijftien beschikbare appartementen kwam meer dan het drievoudig aan aanmeldingen binnen. In het najaar van 1938 konden de woningen in gebruik worden genomen. Van Waveren-Resink noemde het pand EKAWO (EenKAmerWOning). In 1958 kocht de stichting ook de villa aan het Kenaupark 8 aan, om deze tot wooneenheden te verbouwen.
Emilie van Waveren-Resink overleed op 69-jarige leeftijd.

## Enkele publicaties
- E.J. van Waveren-Resink (1929) Vorming van huishoudexperts. Uit de serie publicaties van het Nederlandsch instituut voor efficiency, no. 25.
- E.J. van Waveren-Resink (1933) "De rationeele keuken" in De Huishouding, 4e jaargang, afl. 7, april 1933.

Bewerkingen en vertalingen
- Edith Farmiloe (1903) Kleine rakkers. Vertaling uit het Engels door E.J. van Waveren-Resink.
- Edith Farmiloe (1904) Kleine bengels. Vertaling uit het Engels door E.J. van Waveren-Resink.
- Christine Frederick (1928) De denkende huisvrouw. Nieuwe inzichten. Haarlem: H.D. Tjeenk Willink. Vrije vertaling uit het Engels door E.J. van Waveren-Resink en B. Muller-Lulofs.
- Paulette Bernège (1932) Orde en methode in de gezinshuishouding. Vrije bewerking naar het Frans door E.J. van Waveren-Resink.

- Biografisch Portaal: 28513624
- International Standard Name Identifier: 0000 0003 9133 1253
- Nederlandse Thesaurus van Auteursnamen: 096873760
- RKD-Nederlands Instituut voor Kunstgeschiedenis: 66356
- Virtual International Authority File: 285172466
- WorldCat: E39PBJrm8F8Qy6qDDfgcYxrjG3